# Leo Duyndam
Leo Duyndam, född den 2 januari 1948 i Poeldijk (en kyrkby i kommunen Westland), död den 26 juli 1990 i Nice, var en nederländsk tävlingscyklist. På landsväg vann han en etapp i Tour de France (1972) och två etapper i Paris–Nice (1968 respektive 1969), samt Ronde van Limburg (1968) och Elfstedenronde (1969). På bana blev han europamästare i madison 1973 i par med René Pijnen och därtill vann han sexton sexdagarslopp (varav nio med Pijnen som partner).

## Meriter

### Landsväg
| 1968 Vinnare av Ronde van Limburg Vinnare av etapp 1 i Paris–Nice 3:a i Trofeo Laigueglia 3:a i Omloop van de Fruitstreek 1969 Vinnare av Elfstedenronde Vinnare av etapp 1 i Paris–Nice | 1970 Vinnare av Tour du Nord-Ouest 2:a i Tour de l'Oise 4:a i Ronde van Limburg 1972 Vinnare av etapp 6 i Tour de France Vinnare av Polder-Kempen 1973 10:a i Nationale Sluitingsprijs |

### Bana
| 1969/1970 2:a i madison med Peter Post 1970/1971 2:a i derny 1973/1974 Europamästare i madison med René Pijnen 2:a i omnium 1968 Nederländsk mästare i individuellt förföljelselopp 1970 Nederländsk mästare i individuellt förföljelselopp 1974 Nederländsk mästare i omnium | Nedan listas Peffgens segrar i sexdagarslopp: \| 1968/1969 Gents sexdagars (med Peter Post) 1970/1971 Antwerpens sexdagars (med René Pijnen och Peter Post) 1971/1972 Antwerpens sexdagars (med René Pijnen och Theo Verschueren) Rotterdams sexdagars (med René Pijnen) 1972/1973 Berlins sexdagars (med René Pijnen) Frankfurts sexdagars (med Jürgen Tschan) Antwerpens sexdagars (med Gerard Koel och René Pijnen) Rotterdams sexdagars (med René Pijnen) \| 1973/1974 Londons sexdagars (med Gerben Karstens) Münchens sexdagars (med René Pijnen) Zürichs sexdagars (med Piet de Wit) Rotterdams sexdagars (med René Pijnen) Bremens sexdagars (med René Pijnen) 1974/1975 Rotterdams sexdagars (med Gerben Karstens) Hernings sexdagars (med Ole Ritter) 1975/1976 Hernings sexdagars (med Ole Ritter) \| |
| 1968/1969 Gents sexdagars (med Peter Post) 1970/1971 Antwerpens sexdagars (med René Pijnen och Peter Post) 1971/1972 Antwerpens sexdagars (med René Pijnen och Theo Verschueren) Rotterdams sexdagars (med René Pijnen) 1972/1973 Berlins sexdagars (med René Pijnen) Frankfurts sexdagars (med Jürgen Tschan) Antwerpens sexdagars (med Gerard Koel och René Pijnen) Rotterdams sexdagars (med René Pijnen) | 1973/1974 Londons sexdagars (med Gerben Karstens) Münchens sexdagars (med René Pijnen) Zürichs sexdagars (med Piet de Wit) Rotterdams sexdagars (med René Pijnen) Bremens sexdagars (med René Pijnen) 1974/1975 Rotterdams sexdagars (med Gerben Karstens) Hernings sexdagars (med Ole Ritter) 1975/1976 Hernings sexdagars (med Ole Ritter) |